# Miễn dịch cộng đồng

Khoanh trên cùng cho thấy sự bùng phát ở một cộng đồng trong đó một số ít người bị nhiễm (đỏ) và phần còn lại đều khỏe mạnh, nhưng chưa có miễn dịch (màu xanh); bệnh lây lan tự do trong dân số. Khoanh giữa cho thấy một dân số nơi một số lượng nhỏ đã có miễn dịch (thể hiện bằng màu vàng), những người không được tiêm chủng bị lây nhiễm trong khi những người được tiêm phòng thì không. Ở khoanh dưới, một tỷ lệ lớn người dân đã có miễn dịch; điều này ngăn cản sự lây lan bệnh tật đáng kể, kể cả cho người chưa có miễn dịch.

Miễn dịch cộng đồng (còn được gọi là miễn dịch bầy đàn, miễn dịch dân số, hay miễn dịch xã hội) là một hình thức bảo vệ gián tiếp chống bệnh truyền nhiễm diễn ra khi một tỷ lệ lớn dân cư đã trở nên miễn dịch với một loại vi khuẩn lây nhiễm, bởi đó tạo nên một lớp bảo vệ cho những người không miễn dịch. Trong một lượng dân số người bất kì khi có một số lượng lớn cá thể miễn dịch, chu trình lây nhiễm dễ bị phá vỡ, làm cho sự lây lan của bệnh dừng hoặc chậm lại. Tỷ lệ cá thể có miễn dịch trong một cộng đồng càng lớn, thì khả năng những người không có miễn dịch tiếp xúc phơi nhiễm với cá thể nguồn lây càng nhỏ.
Miễn dịch cá thể có thể có được thông qua sau khi hồi phục từ một lây nhiễm tự nhiên hay bằng cách nhân tạo như tiêm chủng. Một số người không thể mang miễn dịch do các lý do y tế khác nhau và trong nhóm này miễn dịch cộng đồng là một phương pháp bảo vệ quan trọng. Một khi một ngưỡng tỷ lệ nào đó đạt được, miễn dịch cộng đồng dần dần loại bỏ một bệnh khỏi một dân số. Cách xóa sổ bệnh này, nếu đạt được trên toàn thế giới, có thể dẫn đến việc giảm vĩnh viễn số lượng nhiễm trùng đến con số không, được gọi là xóa sổ hay tiêu trừ căn bệnh. Chính phương pháp này đã được sử dụng để xoá số bệnh đậu mùa vào năm 1977 và cho xóa sổ nhiều bệnh lây nhiễm khác. Miễn dịch bầy đàn không phải là có thể áp dụng cho tất cả các bệnh, mà chỉ những bệnh có tính lây truyền cao, có nghĩa là các bệnh có thể lây truyền từ người này sang người khác. Uốn ván, để ví dụ, là bệnh lây nhiễm, nhưng không phải là bệnh truyền nhiễm, nên miễn dịch bầy đàn không có ý nghĩa.
Thuật ngữ miễn dịch bầy đàn/miễn dịch cộng đồng lần đầu tiên được sử dụng vào năm 1923. Nó đã được công nhận là một hiện tượng xảy ra một cách tự nhiên vào những năm 1930 khi miễn dịch cộng đồng được ghi nhận sau khi một số lượng đáng kể trẻ em trở nên miễn dịch với bệnh sởi, số ca nhiễm mới đã giảm tạm thời, bao gồm cả trong nhóm trẻ em dễ mắc bệnh. Tiêm chủng đại trà để tạo ra miễn dịch bầy đàn từ đó đã trở nên phổ biến và đã thành công trong việc ngăn chặn sự lây lan của rất nhiều bệnh truyền nhiễm. Việc phản đối chủng ngừa đã gây ra một thử thách cho miễn dịch bầy đàn, làm cho các bệnh có thể phòng ngừa được tồn tại trong hoặc quay lại các cộng đồng có tỷ lệ tiêm phòng không đạt số lượng cần thiết.

## Hiệu ứng

### Bảo vệ những người không có miễn dịch

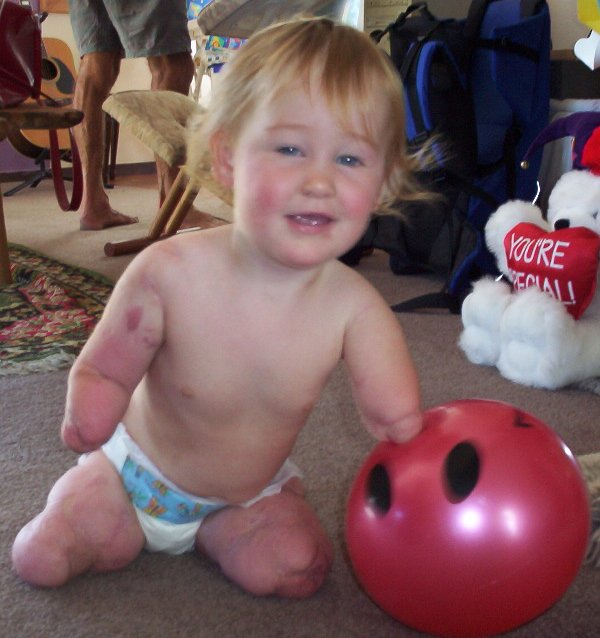
Charlotte Cleverley-Bisman, cô bé bị cả bốn chi bị cắt cụt một phần ở tuổi bảy tháng do bệnh viêm màng não mô cầu, một bệnh lây truyền có thể giảm do miễn dịch cộng đồng

Một số cá nhân không thể phát triển khả năng miễn dịch sau khi tiêm chủng hoặc vì lý do y tế không thể được chủng ngừa. Trẻ sơ sinh còn quá nhỏ để được nhận nhiều loại vắc-xin, vì lý do an toàn hoặc vì miễn dịch thụ động làm cho vắc-xin không hiệu quả. Các cá nhân bị suy giảm miễn dịch do HIV / AIDS, ung thư hạch, ung thư bạch cầu, ung thư tủy xương, lách bị suy yếu, hóa trị liệu hoặc xạ trị có thể đã mất bất kỳ khả năng miễn dịch nào trước đây và vắc-xin có thể không được sử dụng cho họ vì suy giảm miễn dịch. Vắc-xin thường không hoàn hảo vì hệ thống miễn dịch của một số cá nhân có thể không tạo ra phản ứng miễn dịch đầy đủ đối với vắc-xin để mang lại khả năng miễn dịch lâu dài, do đó một phần của những người được tiêm vắc-xin có thể thiếu khả năng miễn dịch. Cuối cùng, chống chỉ định vắc-xin có thể ngăn ngừa một số cá nhân trở nên có khả năng miễn dịch. Ngoài việc không được miễn dịch, các cá nhân thuộc một trong các nhóm này có thể có nguy cơ bị biến chứng do nhiễm trùng cao hơn do tình trạng y tế của họ, nhưng các cá nhân này vẫn có thể được bảo vệ nếu một tỷ lệ đủ lớn trong dân số là miễn dịch.
Mức độ miễn dịch cao ở một nhóm tuổi có thể tạo ra khả năng miễn dịch cộng đồng cho các nhóm tuổi khác. Tiêm vắc-xin cho người lớn chống ho gà làm giảm tỷ lệ mắc bệnh ho gà ở trẻ quá nhỏ để được tiêm vắc-xin, những người có nguy cơ cao nhất bị biến chứng do bệnh. Điều này đặc biệt quan trọng đối với các thành viên thân thiết trong gia đình, những người chiếm phần lớn truyền bệnh cho trẻ nhỏ. Theo cách tương tự, trẻ em được tiêm vắc-xin chống lại phế cầu khuẩn làm giảm tỷ lệ mắc bệnh phế cầu khuẩn ở những anh chị em của trẻ mà chưa được tiêm chủng. Tiêm vắc-xin cho trẻ em chống lại phế cầu khuẩn và rotavirus có tác dụng làm giảm phế cầu khuẩn - và nhập viện do rotavirus cho trẻ lớn và người lớn, những người thường không được tiêm vắc-xin này. Cúm thường nặng hơn ở người cao tuổi so với nhóm tuổi trẻ, nhưng vắc-xin cúm tỏ ra thiếu hiệu quả trong nhân khẩu học này do sự suy yếu của hệ thống miễn dịch theo tuổi. Tuy nhiên, việc ưu tiên chủng ngừa cúm theo mùa cho trẻ em trong độ tuổi đi học có hiệu quả hơn so với việc tiêm vắc-xin cho người già, tuy nhiên, đã có bằng chứng cho thấy việc này tạo ra một mức độ bảo vệ nhất định cho người cao tuổi trong cùng nhà.
Đối với các bệnh lây truyền qua đường tình dục (STIs), mức độ miễn dịch cao trong một giới tính gây ra khả năng miễn dịch cho cả hai giới. Vắc-xin chống lại STI được nhắm mục tiêu vào một giới tính dẫn đến sự sụt giảm đáng kể về STI ở cả hai giới nếu tỷ lệ hấp thụ vắc-xin trong giới tính mục tiêu cao. Miễn dịch đàn gia súc từ tiêm chủng nữ, tuy nhiên, không mở rộng cho nam đồng tính luyến ái. Nếu sự hấp thu vắc-xin trong số các mục tiêu giới tính thấp, thì giới tính khác có thể cần phải được tiêm chủng để quan hệ tình dục có thể được bảo vệ đầy đủ. Các hành vi nguy cơ cao làm cho việc loại bỏ STI trở nên khó khăn vì mặc dù hầu hết các trường hợp nhiễm trùng xảy ra ở những người có rủi ro vừa phải, phần lớn các trường hợp lây truyền xảy ra do các cá nhân có hành vi nguy cơ cao. Vì những lý do này, trong một số quần thể nhất định, có thể cần phải chủng ngừa cho những người có nguy cơ cao hoặc những cá nhân của cả hai giới để thiết lập khả năng miễn dịch bầy đàn.

### Áp lực tiến hóa
Bản thân khả năng miễn dịch cộng đồng đóng vai trò như một áp lực tiến hóa đối với một số loại virus, ảnh hưởng đến sự tiến hóa của virut bằng cách khuyến khích sản xuất các chủng mới, trong trường hợp này được gọi là đột biến thoát, có khả năng "thoát" khỏi khả năng miễn dịch cộng đồng và lây lan dễ dàng hơn. Ở cấp độ phân tử, virus thoát khỏi khả năng miễn dịch của đàn thông qua sự trôi dạt của kháng nguyên, đó là khi đột biến tích lũy trong phần genome của virus mã hóa cho kháng nguyên bề mặt của virus, điển hình là protein của capsid virus, tạo ra sự thay đổi trong epitope của virus. Ngoài ra, việc sắp xếp lại các đoạn genome virus riêng biệt, hoặc sự thay đổi kháng nguyên, phổ biến hơn khi có nhiều chủng lưu hành, cũng có thể tạo ra các kiểu huyết thanh mới. Khi một trong hai điều này xảy ra, các tế bào T nhớ không còn nhận ra virus, vì vậy mọi người không tránh khỏi chủng lưu hành trội. Đối với cả cúm và norovirus, dịch bệnh tạm thời tạo ra khả năng miễn dịch cho đến khi một chủng trội mới xuất hiện, gây ra các đợt dịch bệnh liên tiếp. Vì sự tiến hóa này đặt ra một thách thức đối với khả năng miễn dịch của đàn, các kháng thể trung hòa rộng rãi và vắc-xin "phổ quát" có thể cung cấp sự bảo vệ vượt ra ngoài một kiểu huyết thanh cụ thể đang được phát triển.

### Thay thế kiểu huyết thanh (Serotype)
Thay thế kiểu huyết thanh, hoặc dịch chuyển type huyết thanh, có thể xảy ra nếu tỷ lệ phổ biến của một kiểu type huyết thanh cụ thể giảm do mức độ miễn dịch cao của nó, cho phép các kiểu huyết thanh khác có thể dùng thay thế nó. Vắc-xin ban đầu chống Streptococcus pneumoniae làm giảm đáng kể việc vận chuyển các loại huyết thanh vắc-xin (VT), bao gồm các loại kháng thuốc kháng sinh, chỉ được bù đắp hoàn toàn bằng cách tăng vận chuyển các loại huyết thanh không vắc-xin (NVT).  Điều này không dẫn đến sự gia tăng tỷ lệ mắc bệnh mặc dù vì NVT ít xâm lấn hơn VT. Kể từ đó, vắc-xin phế cầu khuẩn cung cấp sự bảo vệ con người khỏi các vi khuẩn/virus kiểu huyết thanh mới nổi đã được giới thiệu và đã chống lại sự xuất hiện của chúng. Khả năng dịch chuyển trong tương lai vẫn còn, vì vậy các chiến lược tiếp theo để giải quyết vấn đề này bao gồm mở rộng vùng phủ VT và phát triển vắc-xin sử dụng cả tế bào đã chết, có nhiều kháng nguyên bề mặt hoặc protein có trong nhiều loại vi khuẩn/virus kiểu huyết thanh.

### Diệt trừ dịch bệnh

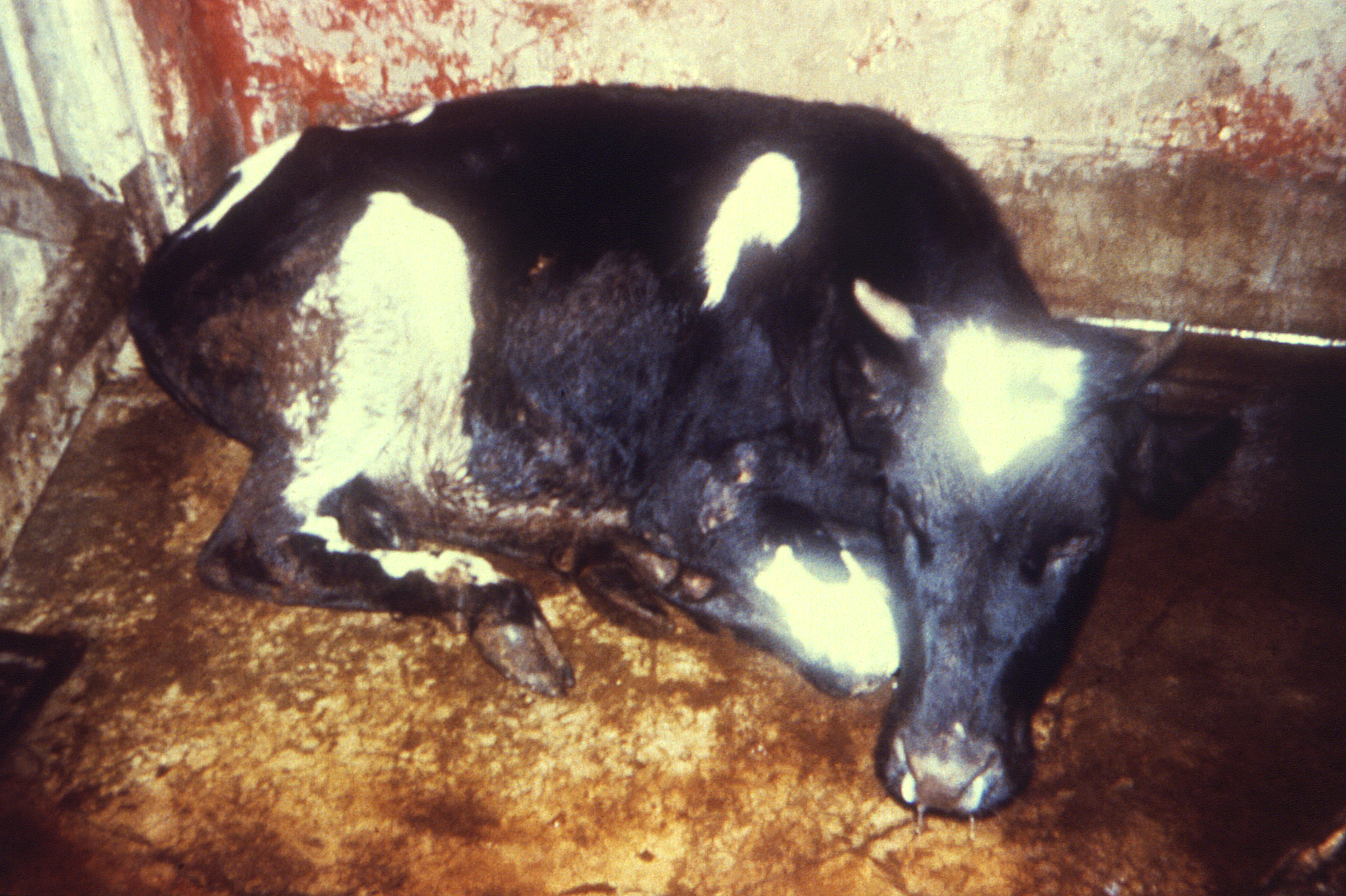
Một con bò bị bệnh tả rinderpest trong cơn "sốt sữa", 1982. Trường hợp xác nhận cuối cùng của rinderpest xảy ra ở Kenya vào năm 2001 và căn bệnh này đã chính thức được tuyên bố loại trừ vào năm 2011.

Nếu khả năng miễn dịch cộng đồng đã được thiết lập và duy trì trong một quần thể trong một thời gian đủ dài, căn bệnh này chắc chắn sẽ được loại bỏ khỏi bệnh truyền nhiễm. Nếu việc loại bỏ được thực hiện trên toàn thế giới và số ca bệnh được giảm vĩnh viễn xuống 0, thì một căn bệnh có thể được tuyên bố là bị loại trừ. Do đó, diệt trừ bệnh truyền nhiễm có thể được coi là hiệu quả cuối cùng hoặc kết quả cuối cùng của các sáng kiến y tế công cộng để kiểm soát sự lây lan của bệnh truyền nhiễm. Lợi ích của việc loại trừ bao gồm chấm dứt tất cả tỷ lệ mắc bệnh và tử vong do bệnh, tiết kiệm tài chính cho cá nhân, nhà cung cấp dịch vụ chăm sóc sức khỏe và chính phủ và cho phép các nguồn lực được sử dụng để kiểm soát bệnh được sử dụng ở nơi khác. Cho đến nay, hai bệnh đã được loại trừ bằng cách sử dụng miễn dịch bầy đàn và tiêm phòng: rinderpest và đậu mùa. Những nỗ lực diệt trừ dựa vào khả năng miễn dịch bầy đàn hiện đang được tiến hành đối với bệnh bại liệt, mặc dù tình trạng bất ổn dân sự và mất lòng tin của y học hiện đại đã làm cho điều này trở nên khó khăn. Tiêm phòng bắt buộc có thể có lợi cho những nỗ lực diệt trừ nếu không đủ người tình nguyện lựa chọn tiêm chủng.